# مایک گرایس
مایک گرایس (انگلیسی: Mike Grice; ۳ نوامبر ۱۹۳۱ – اوت ۲۰۰۲) بازیکن فوتبال اهل بریتانیا بود.
از باشگاه‌هایی که در آن بازی کرده‌است می‌توان به باشگاه فوتبال لوستوفت، باشگاه فوتبال وستهام یونایتد، باشگاه فوتبال کاونتری سیتی، و باشگاه فوتبال کولچستر یونایتد اشاره کرد.